# 维亚斯站
维亚斯站，是法国的一个铁路车站，位于法国南部埃罗省的维亚斯。

## 位置
维亚斯站位于维亚斯市区东北部，波尔多－塞特铁路448.887公里处，距离纳博讷大约43公里。车站大致呈东西走向，正门开口朝南。

## 站名
维亚斯站所在的城市名称来源于奥克语，故末尾字母"s"发音。

## 设施
维亚斯站是一个无人看守的乘降所，原有的站房已废弃，现无任何售票设施。在该站上车的乘客需主动购票或使用通勤卡。此外，维亚斯站没有地下通道或人行天桥，前往下行方向（蒙彼利埃方向）站台需横穿铁路正线，因此该站存在一定的安全隐患。

## 停靠线路
以下列车线路在维亚斯站停靠：
| 维亚斯站列车线路表                                                     |      |        |        |              |
| 线路                                                                   | 车种 | 上一站 | 下一站 | 大致运行频率 |
| 阿维尼翁 马赛 尼姆/蒙彼利埃 — 纳博讷 佩皮尼昂/塞尔贝尔 卡尔卡松/图卢兹 | TER  | 阿格德 | 贝济耶 | 每天6趟左右  |
| 1.                                                                     |      |        |        |              |

## 配套交通

### 长途客车
维亚斯站附近暂无固定长途客运线路，当铁路线施工或罢工时，SNCF可能会提供临时途径沿线的大巴车，但上下车地点可能在维亚斯市区。

### 市内交通
| 维亚斯站附近的市内公共交通线路 |              |           |
| 公交车站名称                   | 位置         | 停靠线路  |
| Gare 火车站（维亚斯）          | 维亚斯站门口 | 6路、12路 |
| 1.                             |              |           |

### 社会车辆
维亚斯站门口附近没有停车的地方。

## 临近车站
| 维亚斯站（Gare de Vias）          |                  |          |
| 上行车站                          | 线路             | 下行车站 |
| 贝济耶站                          | 波尔多－塞特铁路 | 阿格德站 |
| 1. - 本表仅显示运营中的线路及车站 |                  |          |